# USM Malakoff
USM Malakoff – francuski klub piłkarski z siedzibą w Malakoff. 

## Historia
Union Sportive Municipale de Malakoff został założony w 1945 roku. Przez wiele klub występował w niższych klasach rozgrywkowych. W 1970 roku klub awansował do Division 3. W 1975 roku klub po raz pierwszy w historii awansował do Division 2. Pobyt na zapleczu francuskiej ekstraklasy trwał tylko sezon, gdyż Malakoff zajęło 18. miejsce, co skutkowało degradacją. W latach 90. klub zaczął spadać w piłkarskiej hierarchii. Obecnie USM Malakoff występuje w Promotion Honneur (IX liga).

## Sukcesy
- mistrzostwo Division 3: 1975.
- 1 sezon w Division 2: 1975-1976.

## Reprezentanci kraju grający w klubie
- Pierre Aubameyang